# Yuliya Fomenko
Pour l’article homonyme, voir Fomenko.
Yuliya Fomenko née Chizhenko - en russe : Ю́лия Чиже́нко - Фоме́нко, transcription française : Ioulia Tchijenko-Fomenko - le 30 août 1979, est une athlète russe spécialiste du demi-fond (1 500 m).
Aux championnats du monde de 2005, elle termine dans un premier temps deuxième du 1 500 m, derrière Tatyana Tomashova, mais est disqualifiée pour avoir fait obstruction à Maryam Yusuf Jamal. L'année suivante, elle devient championne du monde en salle et vice-championne d'Europe en plein air, derrière Tomashova.
Lors des championnats du monde en salle de 2008 à Valence, elle décroche initialement la médaille d'argent derrière sa compatriote Yelena Soboleva, mais toutes les deux sont finalement déclassées quelques mois plus tard pour dopage. 

## Palmarès

### Championnats du monde d'athlétisme
- Championnats du monde d'athlétisme de 2005 à Helsinki ( Finlande)
  - disqualifiée en finale sur 1 500 m
- Championnats du monde d'athlétisme de 2007 à Osaka ( Japon)
  - 7e sur 1 500 m

### Championnats d'Europe d'athlétisme
- Championnats d'Europe d'athlétisme de 2006 à Göteborg ( Suède)
  -  Médaille d'argent sur 1 500 m

### Universiades
- Universiade d'été 2003 à Daegu ( Corée du Sud)
  - 4e sur 1 500 m

### En salle

#### Championnats d'Europe d'athlétisme en salle
- Championnats d'Europe d'athlétisme en salle de 2005 à Madrid ( Espagne)
  - éliminée en demi-finale sur 1 500 m

### Championnats du monde d'athlétisme en salle
- Championnats du monde d'athlétisme en salle de 2006 à Moscou ( Russie)
  -  Médaille d'or sur 1 500 m
- Championnats du monde d'athlétisme en salle de 2008 à Valence ( Espagne)
  -  Médaille d'argent sur 1 500 m